# Amelia Rueda
Amelia Rueda Ahumada (Buenos Aires; 3 de octubre de 1951) es una periodista costarricense, que inició su carrera en 1974 y lleva más de 40 años ejerciendo.

## Trayectoria
Ha trabajado en diferentes medios de comunicación incluyendo Telenoticias Canal 7, Canal 2: Primero en Contacto Directo y luego en Noticiero Univisión, Canal 6: Esta mañana y Aló qué tal y en Central de Radios como directora de los Noticieros y Nuestra Voz y ameliarueda.com.
En 2008, comenzó a utilizar las redes sociales para difundir información, algo que en ese momento no se consideraba factible, convirtiéndose en pionera del periodismo 2.0. 
En 2014, produjeron un documental sobre sus 40 años como profesional en los medios de comunicación. Este vídeo lo realizaron estudiantes de la Universidad Veritas en colaboración con ameliarueda.com, existiendo en abierto un tráiler. Este documental contiene intervenciones de Ignacio Santos, Eduardo Ulibarri y Marcela Angulo. 
Ha recibido premios por su trabajo por parte del Colegio de Periodistas de Costa Rica como son, entre otros: Premio Ángela Acuña Braun por temas de género, Premio Periodismo en Salud, Premio UNICEF a la Comunicación, Premio a la mejor directora y guionista de programa de Opinión: Nuestra Voz en Radio Monumental (otorgado por el Jurado Internacional en el premio Roger Barahona en 2003 - 2004), Micrófono de Oro por parte de la Federación de Asociaciones de Radio y Televisión de España (2003). 
Recientemente estuvo involucrada en la investigación realizada al bufete panameño Mossack-Fonseca en relación con los documentos denominados "Panama Papers". Esta investigación la desarrolló el Semanario Universidad en conjunto con ameliarueda.com.